# Terremoto de San Juan de 1941
El Terremoto de San Juan de 1941 fue un terremoto, un movimiento sísmico en la provincia de San Juan, Argentina, el 3 de julio de 1941, a las 07:11 UTC-3 (Hora Local Argentina + 3). 
Registró una magnitud de 6,2 en la escala de Richter. 
Su epicentro estuvo en 32°20′0″S 68°20′59″O / -32.33333, -68.34972, a una profundidad de 20 kilómetros.
El terremoto fue sentido en San Juan en "grado VII en la escala de intensidad Mercalli. 
Ocasionó daños y dos muertos en los departamentos del este de la provincia de San Juan, especialmente Caucete y 25 de Mayo.